# Ях
Ях (Ах, Аах, Іах) — слово староєгипетської мови, що означає Місяць. У єгипетській міфології Ях вважався втіленням Місячних божеств, в першу чергу Тота і Хонсу. З цієї причини шанування Яха було поширене в традиційних центрах цих богів — у Фівах і Гермополі.

## Культ
Місяць, який освітлює землю вночі, вважався протилежністю сонцю. Його образно називали «лічильником часу», який «розділяє Місяці та роки». Місяць і Сонце вважалися лівим і правим очима Гора, у кого в протиборстві за владу Сет їх вирвав і закопав; за іншою версією — сонце називали «оком Ра», а Місяць — «оком Гора». Хнум, Тот і Мін виходили з дому Місяця, що об'єднувало їх з Яхом. З цієї причини шанування Яха було поширене в традиційних центрах цих богів — у Фівах і Гермополісі. У Мадамуді, де стояв великий храм Монту, зберігся «Будинок Яха».

## Зображення
Зображувався в пов'язці на стегнах фараона з тісним головним убором і Місячним диском над головою. Іноді зображувався підлітком з пасмом юності.

## Синкретизм
У Стародавньому царстві мав більше шанування, ніж в наступні епохи, оскільки по Місяцю селяни визначали терміни польових робіт. 
В якийсь момент, відповідно до книги Амдуат, богом Місяця вважався Осіріс, хоча Діодор помилково називає його сонцем, а Ісіду — Місяцем. Як бог загробного світу Осіріс міг переймати функції бога Місяця, що є образно «сонцем мертвих». Згідно з Плутархом, під час фестивалю оплакування Осіріса жерці ліплять ритуальну Місяцевідну фігурку з землі, «обряджають і прикрашають її, показуючи, що вважають цих богів субстанцією води та землі».
Важливу роль Ях грав в кінці XVII династії при Яхмосідах, які включили ім'я бога до складу власних імен: Яхмос (Народжений Ях), Яххотеп (Ях Задоволений), Яхмос-Нефертарі. Водночас Ях і Тот об'єднуються під ім'ям Ях-Тот, як образне визначення Тота або його самого в образі Місяця. В результаті культ Тота завдяки важливої ролі в міфології запанує, що відіб'ється в іменах Тутмосидів подальшої XVIII династії.
У місті Таніс в дельті Нілу поширювався культ богині Місяця Астарти, яку уособлювали з Яхом або яка має до нього відношення єгипетською богинею Хатхор-Ізідою.
Все це вказує на поступове злиття Яха з різними культами, пов'язаними з Місячним богом загальними функціями. Однак повністю культ Яха не зник і зазнав недовгого відродження при Амасісові з XXVI династії.